# Juan Serrano Oteiza
Juan Serrano Oteiza, a veces también conocido como Juan Serrano y Oteyza (Madrid, 6 de mayo de 1837 - ib., 26 de marzo del 1886), fue un jurista, escritor y político español, considerado como uno de los primeros intelectuales anarquistas de España.

## Trayectoria
Serrano Oteiza aprendió de su padre el oficio de abaniquero, pero dedicó su vida al activismo político. Se desconoce si llegó a tener formación jurídica formal, si bien escribió varias obras de temática legal. No parece que llegara a ser notario, como a veces se le ha atribuido.
Comenzó su militancia política en las filas del republicanismo federal para pasar posteriormente al anarquismo, siendo uno de los primeros propagandistas de las ideas de Proudhon en España. Durante su juventud militó en asociaciones opositoras a la monarquía de Isabel II, lo que provocaría su destierro en Valencia y Barcelona. Posteriormente ingresó en Fomento de las Artes, un centro de educación popular fundado en Madrid en 1847, del que llegó a ser secretario primero y uno de sus miembros más influyentes. Allí conoció a Anselmo Lorenzo (que afirmaría posteriormente que allí oyó por primera vez a Serrano «expresar el puro criterio revolucionario, que coincidía perfectamente con el que algunos años más tarde había de traernos Fanelli») y propagó sus ideas (autonomía, pacto, federación y propiedad colectiva) entre los demás socios.
Tras la Gloriosa Revolución de 1868 y la caída de Isabel II, llegó a España a finales de ese año, Fanelli, el introductor del anarquismo en España. En Madrid, difundió sus ideas entre los socios de Fomento de las Artes, de modo que a principios de 1869 se creaba en Madrid una sección provisional de la AIT, en la que se integró Serrano Oteiza. Tras la constitución de la Federación Regional Española, la sección española de la AIT, Serrano Oteiza comenzó una intensa labor propagandista, especialmente a través de la prensa. En 1872 fundó junto a Tomás González Morago El Condenado. La publicación duró apenas un año. Más tarde crearía, también con González Morago, El Orden, periódico clandestino de la Federación Regional (1875-1878).
Tras la disolución de la Federación Regional Española, en la clandestinidad desde 1873, fruto del enfrentamiento entre marxistas y bakunistas, se creó en 1881 la Federación de Trabajadores de la Región Española (FTRE), dentro de la legalidad. Dentro de la FTRE, Serrano fue el representante de la sección madrileña en distintos congresos de la Federación celebrados entre 1882 y 1885 y miembro de su Comisión Federal. Sus posicionamientos políticos "pactistas" y legalistas se plasmaron en su ponencia en el congreso de 1882 de Sevilla, en la que defendió el colectivismo y la acción política de la Federación Obrera, oponiéndose al anarcocomunismo insurreccional andaluz (poco después tuvieron lugar los controvertidos sucesos de La Mano Negra, rechazados con rotundidad por la FTRE). En este congreso conocería a Ricardo Mella, sobre el que ejercería una notable influencia, y que llegaría a ser su yerno, tras casarse con su hija Esperanza.
Entre 1881 y 1884 fue el director de Revista Social, que hasta 1880 se había publicado en Barcelona y que con Serrano lo hizo en Madrid, considerada el portavoz de la FTRE.
Además de su labor periodística, Serrano Oteiza llevó a cabo una intensa labor como escritor, abordando no solo temas sociales, sino también jurídicos. En 1876 ganó un certamen literario de Alicante con El pecado de Caín. No obstante, su obra más destacada es la novela  utópica Pensativo, que consiguió una gran difusión y resultó una de las obras premiadas en el Primer Certamen Socialista, promovido por la FTRE en Reus (1885), que constituyó la manifestación cultural más importante por los anarquistas españoles hasta entonces. El jurado mencionó su "fondo revolucionario". En esta obra, Serrano Oteiza promovía los posicionamientos de la Comisión Federal de la FTRE, basados en el legalismo y en el colectivismo como base de la organización económica de la sociedad, con el municipio y las asociaciones voluntarias de productores como elementos clave. De esta forma, los personajes de la novela son capaces de explotar un valle inhóspito y dotarle de carreteras, escuelas, fábricas, hospitales... de forma que se transformó en un "paraíso prometido".

## Obra

### Periodismo
Colaboró en los siguientes periódicos:
- El Condenado.
- La Revista Social.
- La Fraternidad.
- El Orden.
- La Silber.
- La Voz de la Juventud.

### Jurídico
- Gaceta de Registradores y Notarios.
- Anuario del Legislador Español.
- Revista general de legislación y jurisprudencia.
- Manual arancelario (1878)
- Diccionario de la jurisprudencia administrativa, hipotecaria y notarial (1880).

### Literatura
- Cuadros sociales.
- Cupido sin alas.
- Dos mujeres.
- Historia de unas mujeres.
- Miserias de la riqueza.
- Odios políticos.
- El poeta y el mundo.
- La Quinta.
- Quien bien te quiere.
- El problema constituyente (1873).
- El pecado de Caín (1878).
- Almanaque para 1883. Biblioteca del proletariado (1882).
- Moral del progreso o la religión natural (1884).
- Pensativo (1885).